# Александер Рабн Паульмасон
Александер Рабн Па́ульмасон (исл. Alexander Rafn Pálmason; родился 7 апреля 2010 года) — исландский футболист, полузащитник «Рейкьявика». Обладатель нескольких рекордов чемпионатов Исландии.

## Клубная карьера
Александер Рабн Паульмасон — воспитанник «Гроутты». В 2022 году перешёл в «Рейкьявик». Летом 2024 года был на просмотре в «Норшелланне».
21 июля 2024 года попал в заявку на матч основной команды против «Брейдаблика». 1 сентября в 21-м туре чемпионата Исландии против «Акранеса» на 98-й минуте матча вышел на замену вместо Биргира Стейтна Стирмиссона и в возрасте 14 лет 147 дней стал самым молодым игроком в истории и «Рейкьявика» (предыдущий рекорд удерживал Йоун Артнар Сигюрдссон, дебютировавший 7 августа 2022 года в игре с «Вестманнаэйяром» в возрасте 15 лет 96 дней), и всего чемпионата Исландии (предыдущий рекорд принадлежал Гильсу Гистласону, сыгравшему за «Хабнарфьордюр» против «Акранеса» 29 октября 2022 года в возрасте 14 лет 318 дней). В середине ноября Александер Рабн был на просмотре в «Копенгагене». Также им заинтересовался «Реал Сосьедад». В 2024 году Александер играл суммарно в четырёх матчах, однако каждый раз выходил на поле со скамейки запасных. Дебютную голевую передачу в чемпионате отдал 26 октября в игре с «Коупавогюром». На тот момент Александеру было 14 лет 202 дня. Предыдущий рекорд был на счету Эйдура Гудьонсена, оформившего пас в противостоянии «Валюра» с «Кеблавиком» 23 мая 1994 года в возрасте 15 лет 250 дней.
22 января 2025 года подписал с «Рейкьявиком» первый профессиональный контракт до 2027 года. Первый мяч за клуб забил в матче 1/16 финала Кубка Исландии «Рейкьявик» — «Аусветлир». Игра завершилась со счётом 11:0, а Александер оформил хет-трик. В чемпионате страны первый в карьере мяч отправил в ворота «Вестманнаэйяра» 10 мая 2025 года в возрасте 15 лет 33 дней. Тем самым Александер Рабн Паульмасон побил рекорд Эйдура Гудьонсена, поразившего ворота «Вестманнаэйяра» в игре за «Валюр» 26 мая 1994 года в возрасте 15 лет 253 дней. Примечательно, что для Александера это был первый матч в чемпионате, в котором он вышел в стартовом составе.

## Карьера в сборной
В 2024 году Александер Рабн Паульмасон провёл три матча за сборную Исландии до 15 лет на Турнире развития УЕФА в Софии. В 2025 году был приглашён в сборную до 16 лет. Сыграл три матча на Турнире развития УЕФА в Швеции.

## Стиль игры
Является атакующим полузащитником, играющим на позиции «десятки» или «восьмёрки».

## Рекорды
- Самый юный игрок в истории чемпионатов Исландии (14 лет 147 дней)[11].
- Самый юный игрок стартового состава в истории чемпионатов Исландии (15 лет 33 дня)[11].
- Самый юный автор голевого паса в истории чемпионатов Исландии (14 лет 202 дня)[11].
- Самый юный автор гола в истории чемпионатов Исландии (15 лет 33 дня)[11].
- Самый юный автор хет-трика в официальном матче в истории исландского футбола (15 лет 12 дней)[12].

## Личная жизнь
Родился в семье футболистов: отец Паульми Паульмасон — бывший игрок сборной Исландии; мать Тельма Ир Уннстейнсдоуттир — футболистка, сыгравшая 31 матч в женском чемпионате Исландии. Сам Александер хочет играть в английской Премьер-лиге за «Арсенал».